# Ånge statliga allmänna gymnasium och realskola
Ånge statliga allmänna gymnasium och realskola var ett läroverk i Ånge verksamt från 1941 till 1968.

## Historia
Skolan började som högre folkskola 1936 och ombildades till en kommunal mellanskola 1941 för att mellan 1946 och 1949 ombildas till en samrealskola, från 1957 med ett kommunalt gymnasium.
1966 hade gymnasiet helt förstatligats och skolan blev då Ånge statliga allmänna gymnasium och realskola. Skolan kommunaliserades 1966 och namnändrades därefter till Bobergsgymnasiet.. Studentexamen gavs från 1960 till 1968 och realexamen från 1942 till 1971.